# Handleyomys fuscatus
Handleyomys fuscatus е вид гризач от семейство Хомякови (Cricetidae). Видът не е застрашен от изчезване.

## Разпространение и местообитание
Разпространен е в Колумбия.
Обитава гористи местности, планини, възвишения и пасища.

## Описание
Теглото им е около 49,5 g.
Популацията на вида е намаляваща.